# Stonewall megye
Stonewall megye az Amerikai Egyesült Államokban, azon belül Texas államban található. Megyeszékhelye és legnagyobb városa Aspermont. Lakosainak száma 1245 fő (2020. április 1.). Stonewall megye King, Haskell, Jones, Fisher, Kent, Knox és Dickens megyékkel határos.

## Népesség
A megye népességének változása:
| Lakosok száma | 1495 | 1477 | 1470 | 1432 | 1410 | 1245 |
|               | 2010 | 2011 | 2012 | 2013 | 2015 | 2020 |